# Le stagioni (Čajkovskij)
Le stagioni, Op. 37a (in russo Времена года?) è una raccolta di dodici pezzi per pianoforte, che rappresentano i mesi dell'anno, di Pëtr Il'ič Čajkovskij.

## Storia della composizione
Nel 1875 Nikolaj Matveevič Bernard, editore della rivista musicale Nuvellist di San Pietroburgo, commissionò a Čajkovskij 12 brevi pezzi per pianoforte, uno per ogni mese dell'anno, proponendo anche un sottotitolo per ognuno di essi. Il compositore, assillato da problemi economici, accettò il lavoro e tutti i sottotitoli di Bernard, e nell'edizione di dicembre 1875 della rivista, fu promesso ai lettori un nuovo pezzo di Čajkovskij ogni mese per tutto il 1876. L’editore decise anche di pubblicare a introduzione di ogni pezzo alcuni versi di poeti russi dell’epoca, quasi delle “epigrafi”, per introdurre il lettore al clima del mese. Čajkovskij volle poi aggiungere al titolo della raccolta la dicitura 12 pezzi ispirati a tenerissima e sognante malinconia. I pezzi di gennaio e febbraio furono scritti alla fine del 1875 e furono inviati a Bernard a dicembre, con la richiesta di comunicare se fossero adatti, in caso contrario, Čajkovskij avrebbe riscritto febbraio e si sarebbe assicurato che tutti gli altri pezzi fossero dello stile che Bernard desiderava. Sembra che marzo, aprile e maggio siano stati composti separatamente; tuttavia i restanti sette brani furono composti assieme e scritti nello stesso quaderno, probabilmente tra il 22 aprile ed il 27 maggio 1876. Successivamente l'editore Jurgenson acquistò i diritti della raccolta e la pubblicò con il numero d'opus 37 bis.

## Struttura della composizione
La maggior parte dei pezzi sono in forma ternaria ABA.

### Gennaio: Accanto al focolare
In la maggiore, Moderato semplice, ma espressivo.
(Aleksandr Puškin)

### Febbraio: Il Carnevale
In re maggiore, Allegro giusto.
(Pëtr Vjazemskij)

### Marzo: Il canto dell’allodola
In sol minore, Andantino espressivo.
(Apollon Majkov)

### Aprile: Il bucaneve
In si bemolle maggiore, Allegretto con moto e un poco rubato.
(Apollon Majkov)

### Maggio: Le notti bianche
In sol maggiore, Andantino.
(Afanasij Fet)

### Giugno: Barcarola
In sol minore, Andante cantabile.
(Aleksej Pleščeev)

### Luglio: La canzone del mietitore
In mi bemolle maggiore, Allegro moderato con moto.
(Aleksej Kol'cov)

### Agosto: La fienagione (Scherzo)
In si minore, Allegro vivace.
(Aleksej Kol'cov)

### Settembre: La caccia
In sol maggiore, Allegro non troppo.
(Aleksandr Puškin)

### Ottobre: Canto d’Autunno
In re minore, Andante doloroso e molto cantabile.
(Aleksej Tolstoj)

### Novembre: Sulla Troika
In mi maggiore, Allegro moderato.
(Nikolaj Nekrasov)

### Dicembre: Feste (Valzer)
In la bemolle maggiore, Tempo di Valse.
(Vasilij Žukovskij)